# Astana Cup 2011
L'Astana Cup 2011 è stato un torneo professionistico di tennis maschile giocato sul cemento. È stata la 2ª edizione del torneo, facente parte dell'ATP Challenger Tour nell'ambito dell'ATP Challenger Tour 2011. Si è giocato a Astana in Kazakistan dal 22 al 28 agosto 2011.

## Partecipanti

### Teste di serie
| Nazionalità | Giocatore            | Ranking* | Testa di serie |
| ----------- | -------------------- | -------- | -------------- |
| Germania    | Rainer Schüttler     | 125      | 1              |
| Russia      | Tejmuraz Gabašvili   | 129      | 2              |
| Russia      | Aleksandr Kudrjavcev | 161      | 3              |
| Russia      | Konstantin Kravčuk   | 171      | 4              |
| Slovacchia  | Andrej Martin        | 249      | 5              |
| Sudafrica   | Raven Klaasen        | 256      | 6              |
| Moldavia    | Radu Albot           | 267      | 7              |
| Francia     | Fabrice Martin       | 289      | 8              |

- 1 Ranking al 15 agosto 2011.

### Altri partecipanti
Giocatori che hanno ricevuto una wild card:
- Karan Rastogi
- Anton Saranchukov
- Serizhan Yessenbekov
- Denis Yevseyev

Giocatori che sono passati dalle qualificazioni:
- Michail Elgin
- Sarvar Ikramov
- Mohamed Safwat
- Alexander Ward

## Campioni

### Singolare
Rainer Schüttler ha battuto in finale  Tejmuraz Gabašvili, 7–6(6), 4–6, 6–4

### Doppio
Karan Rastogi /  Vishnu Vardhan hanno battuto in finale  Harri Heliövaara /  Denys Molčanov, 7–6(3), 2–6, [10–8]